# Klinje
Klinje är en sjö i Bosnien och Hercegovina.   Den ligger i entiteten Republika Srpska, i den sydöstra delen av landet, 80 km söder om huvudstaden Sarajevo. Klinje ligger 1 025 meter över havet.
Omgivningarna runt Klinje är en mosaik av jordbruksmark och naturlig växtlighet. Runt Klinje är det ganska tätbefolkat, med 60 invånare per kvadratkilometer.